# Vanessa Beecroft

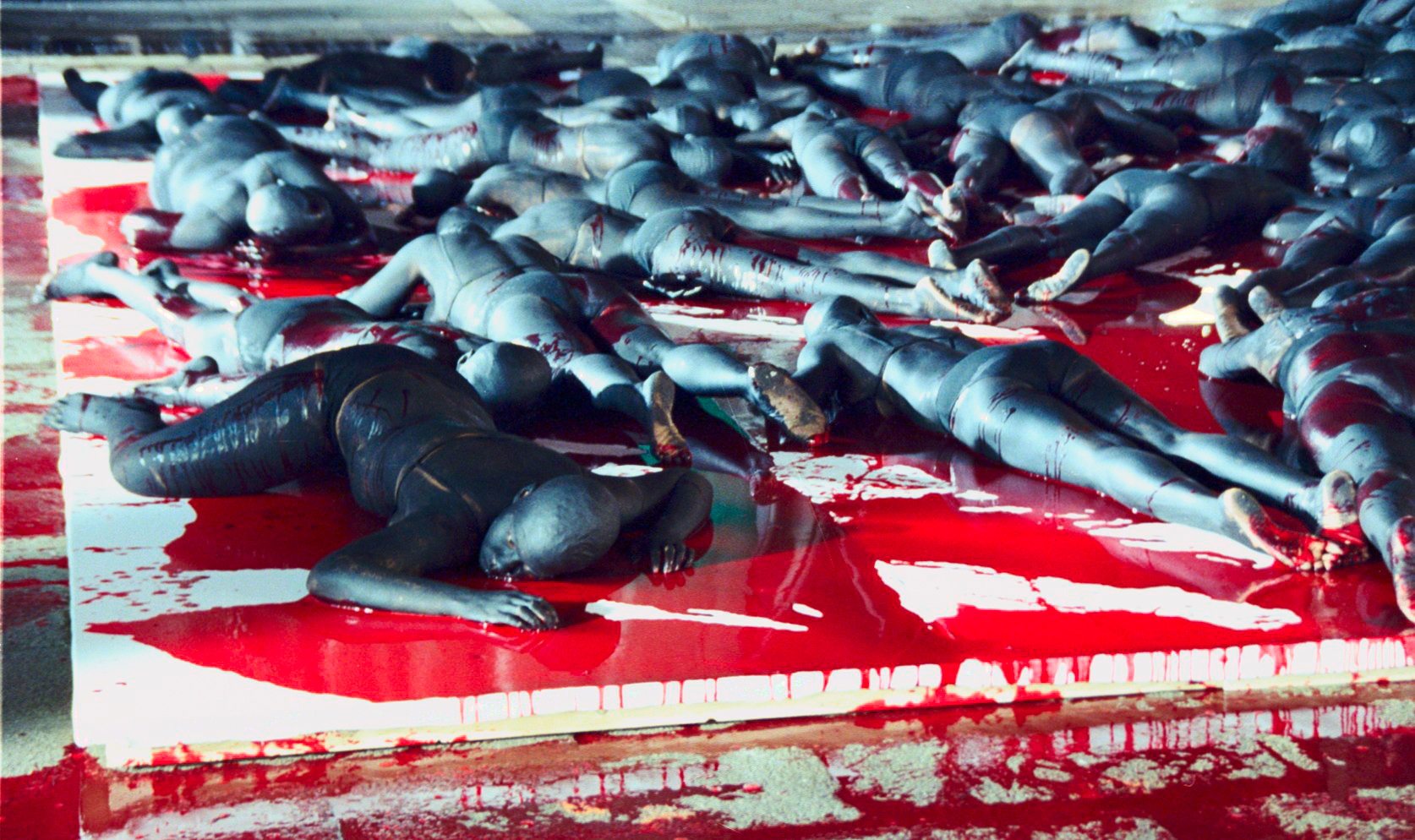
Still Death! Darfur Still Death 2007.

Vanessa Beecroft (1969, Génova) es una artista contemporánea italiana. Vive y trabaja en Nueva York.

## Datos biográficos
Nacida el 25 de abril de 1969 en Génova, Italia, de padre británico y madre italiana. Desde 1983 a 1987 estudió arquitectura en el Liceo Artístico Cívico Nicolò Barabino, de su ciudad natal. 
De 1987 a 1988 estudió en la Accademia Ligustica Di Belle Arti, en la especialidad de lingüística.
Desde 1988 a 1993 estudió en la Academia de Bellas Artes de Brera (diseño), en Milán.
Casada con el sociólogo Greg Durkin, tienen dos hijos.
A partir de 1994, comenzó una serie de performances con su marca personal, a lo largo de una noche, habitualmente la del estreno, un grupo de hombres con uniforme, o de mujeres caucásicas, permanecen en la sala de la galería o museo.

## Exposiciones
| 2010 - VB68 Museum für Moderne Kunst, Frankfurt a. M., Alemania - VB66 Mercato Ittico, Naples, Italy 2009 - VB65 PAC, Milan, Italy - VB64 Deitch Studies, Long Island City, Nueva York, EE. UU. 2008 - VB63 VBKW, Ace Gallery, Los Ángeles - VB62 Lo Spasimo, Palermo, Sicilia, Italia 2007 - VB61 Still Death! Darfur Still Deaf? Pescheria Di Rialto, Venecia, Italia - VB60 Shinsegae, Seúl, Corea 2006 - VBLV 11th Art Forum, Berlín, Alemania - VB59 National Gallery, Londres, RU - Alphabet Concept, Espace Louis Vuitton, París, Francia 2005 - VB58 Push Button House, Collins Park, Art Basel, Miami, EE. UU. - VB56 Louis Vuitton Champs-Élysées, París, Francia - VB55 Neue Nationalgalerie, Berlín, Alemania 2004 - VB54 Terminal 5 en el TWA Flight Center, aeropuerto JFK, Nueva York, EE. UU. - VB53 Tepidarium, Giardino dell'Orticultura, Florencia, Italia 2003 - VB52 and Retrospective, Castello di Rivoli Museo di Arte Contemporanea, Turín, Italia 2002 - VB51 Schloss Vinsebeck, Steinheim, Alemania - VB50 São Paulo Biennial, São Paulo, Brasil 2001 - VB48 Palacio Ducal, Génova, Italia - VB47 Museo Peggy Guggenheim, Venecia, Italia - VB46 Gagosian Gallery, Los Ángeles, EE. UU. - VB45 Kunsthalle Wien, Viena, Austria 2000 - VB43 Gagosian Gallery (en), Londres, RU - VB42 Intrepid: The Silent Service, The Intrepid Sea - Air - Space Museum, Whitney Biennial, Nueva York, EE. UU. 1999 - VB40 Museum of Contemporary Art, Sídney, Australia - VB39 “US. NAVY SEALs“, Museum of Contemporary Art, San Diego, CA - VB38 Galerie Analix, Ginebra, Suiza - VB37 Wacoal Art Center, Tokio, Japón | 1998 - VB36 Galerie Fur Zeitgenossische Kunst, Leipzig, Alemania - VB35 “Show“, Solomon R. Guggenheim Museum, Nueva York, NY - VB34 Moderna Museet, Estocolmo, Suecia 1997 - VB33 Institute of Contemporary Art (ICA), Londres - VB32 Alemania, Städtisches Museum Abteiberg, Mönchengladbach - VB31 Institute of Contemporary Art (ICA), Boston, MA - VB30 II Biennial, Santa Fe, NM - VB29 FRAC, Le Nouveau Musée, Lyon, Francia - VB28 XLVII Esposizione Internazionale d'Arte, Bienal de Venecia, Venecia, Italia - VB27 Galerie Analix, Ginebra, Suiza - VB26 Galleria Lia Rumma, Nápoles, Italia 1996 - VB25 Stedelijk Van Abbemuseum, Eindhoven, Países Bajos - VB24 Galerie Ghislaine Hussenot, París, Francia - VB23 Ludwig Museum, Colonia, Alemania - VB22 Miu Miu Store, Nueva York, NY - VB21 Galleria Massimo De Carlo, Milán, Italia - VB20 Institute of Contemporary Art, (ICA), Filadelfia, PA - VB19 The Renaissance Society, the University of Chicago, Chicago, IL - VB18 CAPC, Musee d'Art Contemporain, Burdeos, Francia - VB17 The Dakis Joannou Collection, The Factory, Atenas, Grecia - VB16 Deitch Projects, Nueva York 1995 - VB15 Foundation Cartier pour L’Art Contemporain, París, Francia - VB14 Comune di Castelvetro di Modena, Italia - VB13 “Play / Replica“, Basel Art Fair, Basilea, Suiza - VB12 Associazione Culturale Arte Nova, Pescara, Italia - VB11 Galerie Analix, Ginebra, Suiza 1994 - VB10 Palazzina Liberty, Milán, Italia - VB09 “Ein Blonder Traum“, Galerie Schipper & Krome, Colonia, Alemania - VB08 “Lotte im Kampf mit den Bergen“, P.S.1 Contemporary Art Center, Long Island City, NY - VB07 “Lotte“, Andrea Rosen Gallery, Nueva York, NY - VB06 “R. Und Auch P.“, Castello di Rivoli, Museo d'Arte Contemporanea, Rívoli, Italia - VB05 Serre di Rapolano, Rapolano Terme, Italia, - VB04 “Nicht Versoehnt“, Trevi Flash Art Museum, Trevi, Italia - VB03 “Maedchen in Uniform“, Galleria Massimo De Carlo, Milán, Italia - VB02 “Jane bleibt Jane", Courtesy Fac-Simile, Milan, Italia 1993 - VB01 “Film“, Galleria Inga-Pin,Milan, Italia |